# Rueyres-Treyfayes

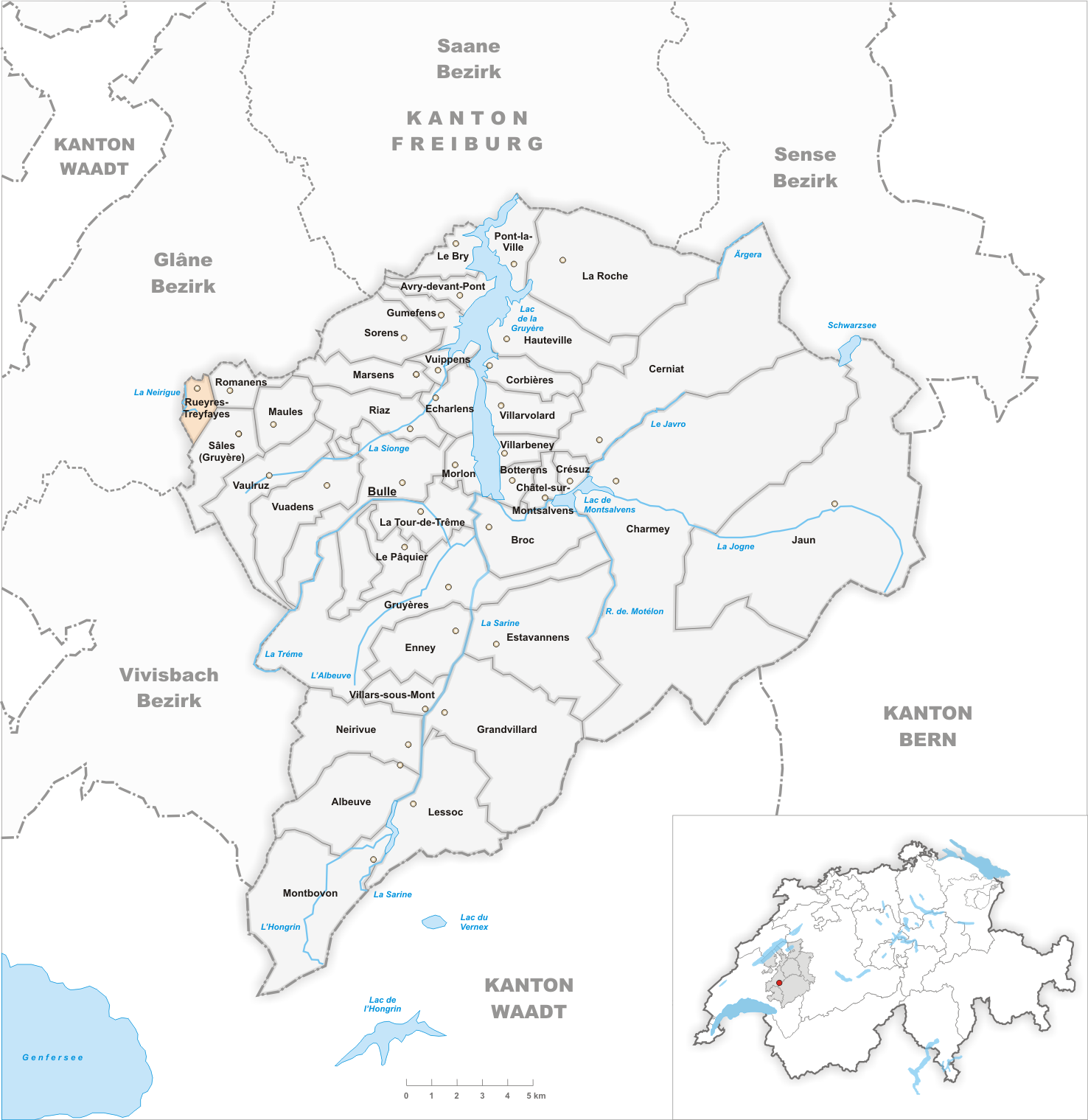
Gemeindestand vor der Fusion am 1. Januar 2001

Rueyres-Treyfayes (Freiburger Patois Ruêre-Trèfayeⓘ) ist eine Ortschaft und früher selbständige politische Gemeinde im Distrikt Greyerz des Kantons Freiburg in der Schweiz. Am 1. Januar 2001 wurde Rueyres-Treyfayes nach Sâles eingemeindet.

## Geographie
Rueyres-Treyfayes liegt auf 842 m ü. M., achteinhalb Kilometer westnordwestlich des Bezirkshauptortes Bulle (Luftlinie). Das Bauerndorf erstreckt sich am schwach geneigten Südwestabhang des Hügelzugs des Gibloux, an aussichtsreicher Lage über dem Tal der Neirigue und dem Molasseplateau des südwestlichen Freiburger Mittellandes. Die ehemalige Gemeindefläche betrug rund 2,6 km². Das Gebiet reichte von der Talniederung der Neirigue nordwärts über den Hang von Rueyres bis auf die Waldhöhe von Es Verraux (977 m ü. M.).

## Bevölkerung
Mit 128 Einwohnern (2002) gehörte Rueyres-Treyfayes vor der Fusion mit Sâles zu den kleinsten Gemeinden des Kantons Freiburg. Die Gemeinde bestand aus dem Dorf Rueyres (842 m ü. M.) und dem Weiler Treyfayes (854 m ü. M.).
Einwohnerzahlen: Volkszählungsdaten

## Wirtschaft
Rueyres-Treyfayes ist noch heute ein vorwiegend durch die Landwirtschaft geprägtes Dorf. Die Viehzucht und die Milchwirtschaft haben eine wichtige Bedeutung in der Erwerbsstruktur der Bevölkerung. In den letzten Jahrzehnten hat sich das Dorf auch zu einer Wohngemeinde entwickelt. Einige Erwerbstätige sind deshalb Wegpendler, die in der Region Bulle und in Romont arbeiten.

## Verkehr
Das Dorf ist verkehrstechnisch recht gut erschlossen, obwohl es abseits der grösseren Durchgangsstrassen liegt. Der nächste Anschluss an die Autobahn A12, die seit 1981 von Bern bis Vevey durchgehend geöffnet ist, befindet sich rund fünf Kilometer vom Ortskern entfernt. Am 1. Juli 1868 wurde die Eisenbahnlinie von Romont nach Bulle mit einem Bahnhof in Rueyres-Treyfayes eingeweiht; der Bahnhof wird seit 2010 nicht mehr bedient. Mit der Buslinie der Transports publics Fribourgeois, die von Bulle nach Vuisternens-devant-Romont verkehrt, hat Rueyres-Treyfayes einen Anschluss an den öffentlichen Verkehr.

## Geschichte
Die erste urkundliche Erwähnung des Ortes erfolgte erst 1316 unter dem Namen Ruery Treiffay. Der Ortsname Rueyres leitet sich vom lateinischen Wort roboretum (Eichenhain) ab. Treiffay hat die Bedeutung von drei Buchen. Im Mittelalter bildete Rueyres-Treyfayes eine eigene kleine Herrschaft, die im 15. Jahrhundert in den Besitz der ursprünglich aus Maules stammenden Familie Esseiva, später an die Familie Gottrau kam.
Im Jahr 1536 geriet das Dorf unter freiburgische Herrschaft und wurde der Vogtei Romont zugeteilt. Nach dem Zusammenbruch des Ancien Régime (1798) gehörte Rueyres-Treyfayes während der Helvetik und der anschliessenden Zeit bis 1848 zum damaligen Bezirk Bulle, bevor es in den Bezirk Greyerz eingegliedert wurde. Mit Wirkung auf den 1. Januar 2001 wurden die bis dahin selbständigen Gemeinden Rueyres-Treyfayes, Maules und Romanens nach Sâles eingemeindet.

## Sehenswürdigkeiten
Kirchlich gehörte Rueyres-Treyfayes bis 1663 zur Pfarrei Vuisternens-devant-Romont, seither zur Pfarrgemeinde Sâles. In Rueyres befindet sich die kurz nach 1600 erbaute Kapelle Saint-Félix.